# Couesmes
Couesmes település Franciaországban, Indre-et-Loire megyében. Lakosainak száma 556 fő (2022. január 1.). Couesmes Brèches, Château-la-Vallière, Souvigné, Villiers-au-Bouin és Chenu községekkel határos.

## Népesség
A település népességének változása:
| Lakosok száma | 628  | 517  | 508  | 547  | 529  | 481  | 501  | 538  | 545  | 556  |
|               | 1968 | 1982 | 1990 | 2006 | 2013 | 2015 | 2017 | 2019 | 2020 | 2022 |